# Футбольный матч Израиль — Австрия (2001)
Футбольный матч Израиль — Австрия состоялся 27 октября 2001 года в Тель-Авиве на стадионе «Рамат-Ган» в рамках отборочного турнира к чемпионату мира по футболу 2002 года в зоне УЕФА. Команды Израиля и Австрии боролись за второе место в квалификационной группе 7, которое позволяло сыграть в стыковых матчах (первое место заняла Испания). Победа сборной Израиля выводила её в стыковые матчи, а Австрии было достаточно и ничьей.
Встреча завершилась ничьей 1:1, которая и вывела сборную Австрии в стыковые матчи (на гол с пенальти Шимона Гершона австрийцы ответили точным ударом со штрафного Андреаса Херцога за считанные минуты до конца матча). Игра стала скандально известной из-за массовых беспорядков и многочисленных драк на трибунах, которые начались сразу же после гола Херцога. Изначально из состава сборной Австрии были исключены девять игроков, не пожелавших играть по соображениям безопасности. Комментировал матч для телеканала ORF Ханс Хубер, кабину которого взбешённые израильские болельщики закидывали посторонними предметами в течение нескольких минут.

## Перед игрой
| Место | Сборная              | Игры | Победы | Ничьи | Поражения | Мячи  | Очки |
| ----- | -------------------- | ---- | ------ | ----- | --------- | ----- | ---- |
| 1     | Испания              | 8    | 6      | 2     | 0         | 21:4  | 20   |
| 2     | Австрия              | 7    | 4      | 2     | 1         | 9:7   | 14   |
| 3     | Израиль              | 7    | 3      | 2     | 2         | 11:7  | 11   |
| 4     | Босния и Герцеговина | 8    | 2      | 2     | 4         | 12:12 | 8    |
| 5     | Лихтенштейн          | 8    | 0      | 0     | 8         | 0:23  | 0    |

Это был последний матч отборочного турнира в этой группе. Испания досрочно вышла в финальную часть чемпионата мира, а из борьбы выбыли уже давно сборные Боснии и Лихтенштейна. Борьба велась только за второе место в группе: Израилю необходимо было только побеждать с разницей не менее чем в 2 мяча, чтобы выйти в стыковые матчи (также их устраивала победа и со счётом 1:0), а австрийцев устраивала ничья или победа с любым счётом. Победитель матча играл против сборной Турции в стыковых встречах. Для сборной Австрии это был шанс отомстить за отборочный турнир к чемпионату Европы 2000 года, когда дома австрийцы сыграли ничью 1:1, а в гостях были разбиты со счётом 0:5 и потеряли шансы на стыковые матчи.
Игра была назначена изначально на 7 октября 2001, однако после авиакатастрофы над Чёрным морем игру решили перенести на более поздний срок. Датой проведения матча было назначено 27 октября. Проведение матча в Тель-Авиве вызвало возмущение у некоторых болельщиков, а девять игроков сборной Австрии и вовсе отказались ехать в Израиль, опасаясь терактов. Большинство «отказников» были игроками «Тироля».
Таким образом, из-за травм, дисквалификаций и самовольных отказов австрийцы остались без 14 игроков основного состава). Тренер сборной Австрии накануне матча заявил, что в случае поражения сборной немедленно уйдёт в отставку. Паническое состояние игроков сборной использовали израильские деятели СМИ, проводя пропагандистскую кампанию под лозунгом «Они нас боятся». Эту фразу впервые произнёс и премьер-министр Беньямин Нетаньяху накануне матча. Вероятность бойкота и переноса вызвали откровенную панику у австрийских любителей футбола.

## Ход матча и комментарий
За матчем наблюдали 42 тысячи телезрителей в Тель-Авиве, игру транслировали 42 телеканала.
| Израиль   | Израиль | Австрия | Австрия   |
| · Израиль | 27 октября 2001 года, Тель-Авив «Рамат-Ган», 42 000 зрителей Счёт: 1:1 (1:0) Судья: Витор Мелу Перейра                                                                                                   | 27 октября 2001 года, Тель-Авив «Рамат-Ган», 42 000 зрителей Счёт: 1:1 (1:0) Судья: Витор Мелу Перейра | · Австрия |
| · Израиль | Дуду Ават Арик Бенадо Шимон Гершон Адорам Кейси Офер Талкар Йосси Абукасис Таль Банин (Идан Таль, 26') Эяль Беркович Деди Бен-Даян Хаим Ревиво (Янив Катан, 51') Ави Нимни Тренер: Рихард Мёллер-Нильсен | Франц Вольфарт Желько Вукович Томас Винкльхофер Геральд Штрафнер (Роман Валльнер, 69') Гильберт Приласниг Маркус Шопп (Стефан Лекса, 60') Маркус Хиден Ивица Вастич Андреас Херцог Рихард Хицбихер (Томислав Косьян, 74') Марио Хаас Тренер: Отто Барич | · Австрия |
| · Израиль | 56′ Шимон Гершон | Андреас Херцог 90′ | · Австрия |

Австрийцы выбрали откровенно оборонительный вариант игры, чтобы не пропустить неожиданные атаки или контратаки. Хозяева владели заметным территориальным преимуществом, но острых моментов оборона гостей создать не позволяла (впрочем, и австрийцы сами не атаковали). Во второй половине игры судья назначил 11-метровый удар в пользу израильтян после фола против Ави Нимни, и Шимон Гершон хладнокровно реализовал этот удар. Австрийцы бросились в атаку, но сами чуть не поплатились за собственную невнимательность: сначала Деди Бен-Даян попал в штангу, затем Ави Нимни опять чуть не заработал пенальти. Однако на последней минуте Гершон, который уже почти стал героем матча, сфолил на Андреасе Херцоге у линии штрафной. Пострадавший вызвался бить штрафной удар и пушечным ударом отправил мяч низом в угол ворот Дуду Авата, повергнув в шок переполненный стадион. Спасительная ничья вывела сборную Австрии в стыковые матчи.

## Беспорядки на трибунах
Уже в самом начале матча, по сообщениям СМИ, на трибунах начались драки: помимо взаимных оскорблений, австрийцы и израильтяне стали швыряться друг в друга подручными средствами. Особенно досталось комментатору Хансу Хуберу, кабину которого постоянно закидывали всем, что подворачивалось под руку. Австриец вынужден был постоянно сообщать телезрителям о происходящем на трибунах хаосе, принося попутно свои извинения за проблемы.

Меня сейчас забрасывают апельсинами и камнями, камнями — всеми предметами, которые ФИФА считает вполне мирными вещами. Меня — я знаю, что это вам совершенно неинтересно — но меня сейчас ударили апельсином по голове. Нам говорили, что мы можем чувствовать себя как дома, но я должен вам всё-таки рассказать, в каких условиях мы сейчас работаем. Изначально всё было мирно, публика вела себя нормально, но сейчас атмосфера просто раскалена до предела. […] Я сейчас вам говорю и здесь это документально подтверждаю… летят стаканы, коробки, другие подручные предметы, всё летит прямо в мою сторону. […] Камни, камни, уважаемые дамы и господа. Могу вам сказать, что никогда раньше я такого не испытывал. […] Сейчас в меня полетела ещё одна зажигалка и ещё какой-то предмет, но это уже совершенно неважно. […] Мы сообщаем вам это в прямом эфире. Мы забаррикадировались, и работать в такой обстановке совершенно невозможно. Я отправляюсь немедленно в Вену.
Оригинальный текст (нем.)Ich werde hier inzwischen mit Orangen, mit Steinen, mit Steinen, mit allen möglichen Gegenständen beschossen, das wird der FIFA gemeldet selbstverständlich. [...] Mich hat gerade − ich weiß, es ist für Sie völlig uninteressant − aber mich hat eine Orange eben auf den Kopf getroffen. Es ist für Sie völlig wurst, das weiß ich, zuhause, ich möchte es Ihnen aber nur sagen, unter welchen Umständen wir jetzt hier arbeiten. Es war völlig friedlich, das Publikum hat sich ordentlich benommen, jetzt allerdings explodiert hier die Stimmung. [...] Ich sag Ihnen das nur, ums zu dokumentieren, dass es hier auch... jetzt fliegen noch immer alle möglichen Becher, Dosen, Gegenstände, alles Mögliche fliegt hier auf mich zu. [...] Steine, Steine, meine Damen und Herren. Ich kann Ihnen nur sagen, ich habe soetwas wirklich noch nicht erlebt. [...] Jetzt hat mich gerade wieder einmal ein Feuerzeug getroffen und noch etwas, aber das alles interessiert uns nicht. [...] Wir werden jetzt hier gezeigt. Da hinten, da sitzen wir und haben uns verbarrikadiert, weil es einfach anders gar nicht mehr möglich ist, hier zu arbeiten. Ich gebe jetzt zurück nach Wien.

## После игры[12]
Рихард Мёллер Нильсен:
Это очень печальный момент в моей жизни. Мне очень жаль моих футболистов и всех, кто пришёл нас поддержать. Футбол иногда бывает так жесток.
Отто Барич:
Я верил в свою команду. Я очень горд, что мы собрали почти новую команду. И хотя на поле вышли дублёры основных футболистов сборной, они играли очень хорошо.
Несмотря на выход в стыковые матчи, австрийская команда проиграла Турции путёвку на чемпионат мира: дома 0:1, в гостях 0:5. Отказавшихся от игры против Израиля футболистов в сборную на стыковые матчи Барич так и не вызвал.